# Hans Weigel

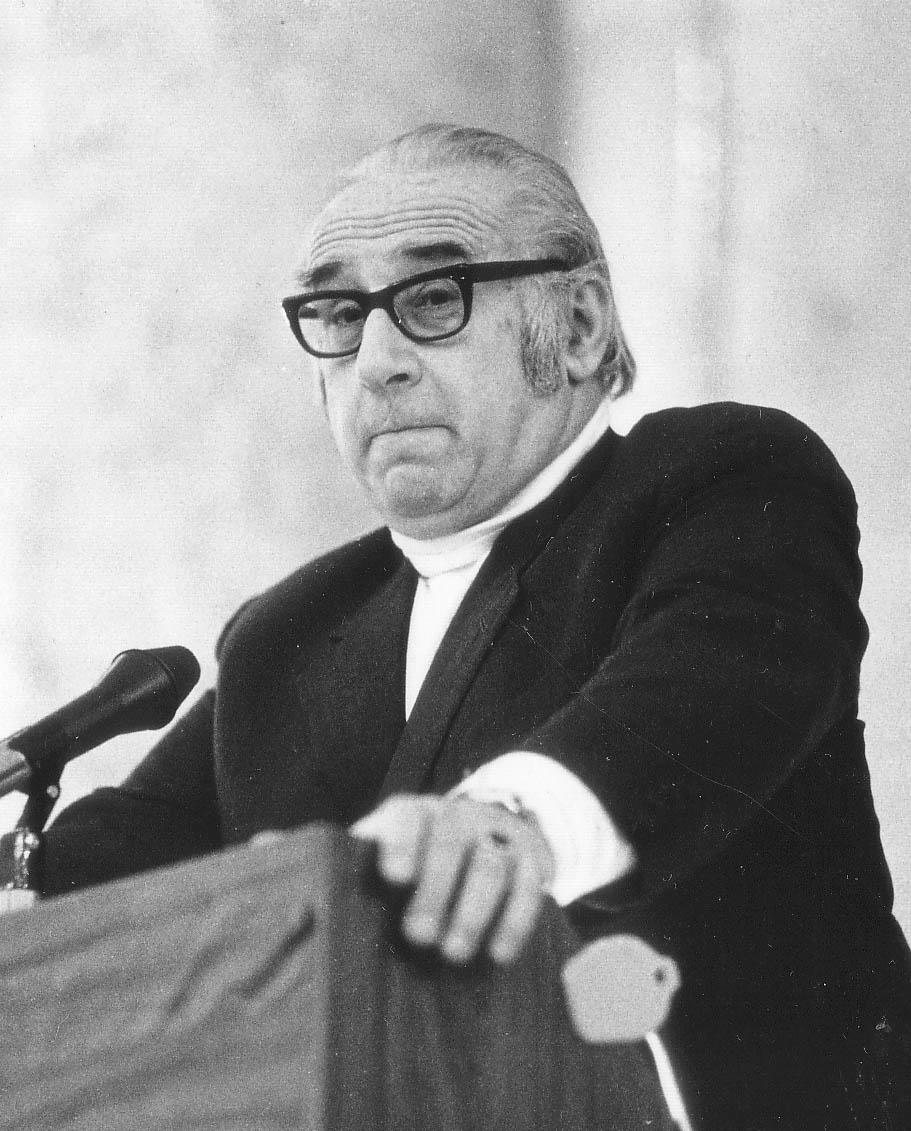
Hans Weigel (1974)

Julius Hans Weigel (* 29. Mai 1908 in Wien, Österreich-Ungarn; † 12. August 1991 in Maria Enzersdorf) war ein österreichischer Schriftsteller und Theaterkritiker. Er lebte in Wien und in Maria Enzersdorf, Niederösterreich – ausgenommen von 1938 bis 1945, als er in der Emigration in der Schweiz lebte.

## Leben
Vor dem „Anschluss“ Österreichs im Jahre 1938 an das nationalsozialistisch beherrschte Deutsche Reich arbeitete Hans Weigel an Wiener Kleinkunstbühnen, steuerte jedoch auch Libretti für Operetten bei (beispielsweise 1937 gemeinsam mit Alfred Grünwald Roxy und ihr Wunderteam, die deutsche Fassung der Operette von Paul Abraham). Danach flüchtete er vor den Nazis und blieb bis 1945 in der Schweiz. Nach seiner Rückkehr schrieb er auch Rezensionen, vor allem für die Wiener Tageszeitungen Kurier und Neues Österreich. Mit Friedrich Torberg war er für den jahrelangen Boykott Bertolt Brechts auf österreichischen Bühnen verantwortlich, den er wegen dessen kommunistischer Weltanschauung ablehnte.
Weigel gab von 1951 bis 1956 die Anthologiereihe Stimmen der Gegenwart heraus, in der er vor allem junge Autoren förderte, unter anderem Paul Celan, Ilse Aichinger, Marlen Haushofer, Gerhard Fritsch und Ingeborg Bachmann, mit der er zeitweise liiert war. Weigel selbst berichtet über diese Zeit in seinem 1951 erschienenen Schlüsselroman Unvollendete Symphonie. Nachdem der amerikanische Germanist Joseph McVeigh die Briefe Ingeborg Bachmanns an Weigel 2016 herausgegeben hat, lassen sich die Probleme der Beziehung zwischen Bachmann und dem 18 Jahre älteren Weigel genauer nachzeichnen.
Weigel bearbeitete Komödien Nestroys für das Wiener Theater, dazu sämtliche Komödien Molières, die er neu in gereimte Alexandriner übersetzte.
Von 1957 bis ca. 1962 lief im ORF, Österreichs staatlicher Hörfunk- und Fernsehanstalt, eine Sprachbildungssendung für Erwachsene, Deutsch für Inländer; sie wurde im Sommer 2012 im ORF-Kultur- und Informationssender wiederholt. Hans Weigel war Co-Autor mit Ernst Hagen. Hagen gestaltete diese Sendung in der Rolle eines moderierenden Lehrers mit Oskar Wegrostek, Raoul Retzer, Paula Pfluger und Ilse Hanel. In späteren Folgen trat auch Mirjam Dreifuss als Gast auf.
Ab Mitte der 1960er Jahre war Weigel Lebensgefährte und zuletzt Ehemann der Schauspielerin Elfriede Ott (Hochzeit war am 9. Jänner 1991, nur wenige Monate vor seinem Tod). Mit ihr zusammen initiierte er die Nestroyspiele auf Burg Liechtenstein unweit seines Wohnsitzes in Maria Enzersdorf bei Wien. Als Sprachkritiker reihte er sich ein in die Tradition österreichischer sprachskeptischer Autoren („Die Leiden der jungen Wörter“, 1974) und kritisierte auch das Österreichische Wörterbuch, 35. Auflage von 1979, als zwar im Prinzip richtig, in der Ausführung aber verfehlt.
Durch seine Rezensionen in der FAZ machte er in Deutschland die Werke von Elazar Benyoëtz bekannt.
Hans Weigel ist in einem Ehrengrab auf dem Wiener Zentralfriedhof (Gruppe 33 G, Nummer 79) begraben.
Nach Weigel wurde 1991 das Hans-Weigel-Literaturstipendium benannt, das jährlich vom Land Niederösterreich vergeben wird und mit zwei Mal 12.000 Euro dotiert ist.

## Die Affäre Dorsch
Einen gewissen Bekanntheitsgrad hat Weigel auch durch die sogenannte Affäre Dorsch erhalten. Am Morgen des 13. April 1956 war eine Theaterkritik in der Zeitung erschienen, in welcher Weigel in Hinblick auf einen Auftritt der Schauspielerin Käthe Dorsch die folgenden Ausführungen gemacht hatte: „...alles, was gestaltet, erlebt sein sollte, blieb Ansatz, Andeutung, wie Stars oft auf Verständigungsproben sind oder bei der dreihundertsten Vorstellung“. Daraufhin ohrfeigte ihn Dorsch öffentlich vor seinem Stammcafé Ecke Museumstraße/Volksgartenstraße, dem Café Raimund, mit den Worten „ich finde es an der Zeit, daß Sie etwas auf Ihr ungewaschenes Maul bekommen“.
Hierauf strengte Weigel ein Gerichtsverfahren gegen Dorsch wegen tätlicher Beleidigung an, wobei er eine psychologische Untersuchung der Schauspielerin anregte, da diese bereits vor zehn Jahren den Berliner Kritiker Wolfgang Harich geohrfeigt und folglich mit einem Wiederholungszwang zu kämpfen habe. Da Weigel jüdischer Herkunft war, interpretierte die Presse die Ohrfeigen zudem als antisemitische Attacke, was sie jedoch nach Darstellung Weigels unter Hinweis auf die mutige Haltung Dorschs während des Dritten Reichs kaum gewesen sein dürften.
Im Zuge dieses Prozesses sagten die Schauspieler und die übrige künstlerische Belegschaft des Burgtheaters gegen Hans Weigel aus, dass sie alle sich fortwährend durch Weigel herabgewürdigt sähen, und baten den Unterrichtsminister Heinrich Drimmel um Schutz vor diesem Kritiker sowie darum, ihm den weiteren Zutritt zum Burgtheater zu verwehren. Der Burgschauspieler Raoul Aslan nutzte seinen Auftritt vor Gericht zunächst zu dem Postulat, dass Weigel aus Österreich entfernt werden müsse, da er sich an einem nationalen Denkmal wie dem Burgtheater vergehe, um wenig später mit theatralischer Geste für ihn wegen eines Wortspiels die Todesstrafe zu fordern.
Von Seiten Weigels und seines Rechtsbeistands Christian Broda, 14 Jahre später sozialdemokratischer Justizminister, wurde die Zusammenarbeit führender Burgschauspieler mit der sowjetischen Besatzungsmacht und der KPÖ kritisch thematisiert. Beispielsweise wurde Albin Skoda vorgeworfen, am 14. Parteitag der Kommunistischen Partei Österreichs, 1947, einen Hymnus auf die Sowjetunion vorgetragen zu haben. Josef Meinrad, von Weigel in einer Rundfunksendung Josef Iwanowitsch Meinrad genannt, wurde seine Mitwirkung an einem Film der sowjetisch beherrschten Rosenhügelproduktion vorgeworfen. Auch Alma Seidler wurde gefragt, ob sie es verantworten könne, von den Sowjets Geld zu nehmen. Der Prozess wurde so zum Teil in ein Tribunal über die politische Gesinnung des Burgtheaterensembles umfunktioniert. Die am Prozess beteiligten Schauspieler gaben letztlich zu, durch den Kritiker Weigel in ihren Laufbahnen gefördert worden zu sein.
Aufgrund von Tumulten im Gerichtssaal stand der Prozess einige Male vor dem Abbruch. Schließlich wurde Dorsch am 7. Juni 1956 zu 500 Schilling Strafe oder ersatzweise zu drei Tagen Arrest verurteilt. Witzbolde übersandten Hans Weigel nach Dorschs Tod (an einer Lebererkrankung) 1957 eine Dose Dorschleber.

## Anekdote
Friedrich Torberg beschrieb in einer Anekdote ein Treffen mit Weigel in einem Nachtcafé, in dem sich dieser durch den Pianisten, der immer wieder das gerade sehr populäre und überall zu hörende, von Weigel getextete und Zarah Leander gesungene Lied Gebundene Hände spielte, belästigt fühlte:

„Eines Nachts landeten wir in einem der kleinen, heute leider ausgestorbenen Nachtcafés, deren entspannte Atmosphäre von einem meistens sehr guten Pianisten diskret gefördert wurde. Auch dieser hier intonierte, kaum daß wir uns niedergelassen hatten, die ‚Gebundenen Hände‘, und als der Oberkellner ihm flüsterte, daß sich unter den neu eingelangten Gästen der Textautor befände – dem Text und Melodie nun schon weidlich zum Hals und zu den Ohren hinaushingen –, intonierte er abermals die ‚Gebundenen Hände‘ und alsbald nochmals die ‚Gebundenen Hände‘. Dann kam er mit seinem Gästebuch an unsern Tisch und legte es vor Weigel hin. Die Eintragung, mit der er es wieder an sich nahm, lautete: ‚Gebundene Hände – dies wünscht Ihnen Hans Weigel.‘“

## Auszeichnungen

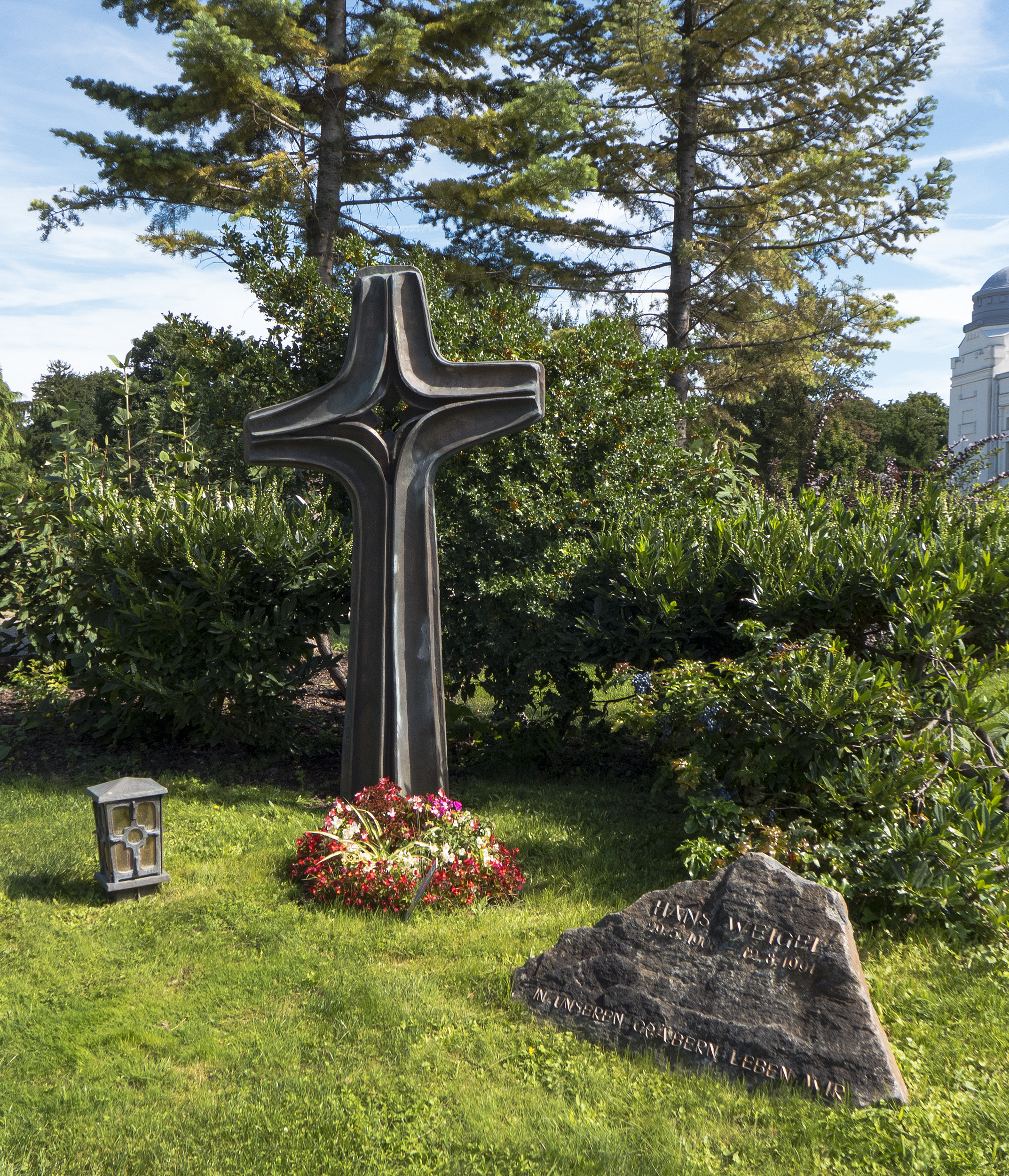
Grab Hans Weigels auf dem Wiener Zentralfriedhof

- 1967: Österreichisches Ehrenkreuz für Wissenschaft und Kunst I. Klasse
- 1969: Goldener Rathausmann
- 1972: Preis der Stadt Wien für Publizistik
- 1976: Kulturpreis des Landes Niederösterreich für Dichtkunst
- 1977: Johann-Nestroy-Ring
- 1982: Ehrenring der Stadt Wien
- 1982: Österreichischer Staatspreis für Kulturpublizistik
- 1986: Großes Verdienstkreuz des Verdienstordens der Bundesrepublik Deutschland
- 1988: Großes Goldenes Ehrenzeichen des Landes Steiermark

## Werke
- Der grüne Stern. Basel 1943. (utopischer Roman; TV-Verfilmung 1982, 1983 vom ZDF, durch Heide Pils). Mit Parallelen zum Aufstieg Adolf Hitlers.[14]
- Barabbas oder Der fünfzigste Geburtstag. Ibach, Wien 1946.
- Unvollendete Symphonie. Innsbruck 1951. (Roman)
- „O, Du mein Österreich!“ Versuch des Fragmentes einer Improvisation für Anfänger und solche die es werden wollen. Steingruber, Stuttgart 1956.
- Masken Mimen und Mimosen. Liebeserklärung eines Zivilisten an die Welt hinter den Kulissen der Kulissen. Henry Groverts Verlag, Stuttgart 1958 (auch unter dem Titel: Apropos Theater. Masken, Mimen und Mimosen. Liebeserklärung eines Zivilisten an die Welt hinter den Kulissen der Kulissen. Artemis, Zürich und München, 1974, ISBN 3-7608-0366-0).
- „Lern dieses Volk der Hirten kennen!“ Versuch einer freundlichen Annäherung an die Schweizerische Eidgenossenschaft. Artemis, Zürich 1962.
- Blödeln für Anfänger. Aussichtsloser Versuch der Bewältigung eines in dieser Form nicht zu bewältigenden Gegenstandes. (mit Zeichnungen von Paul Flora) (= Diogenes Tabu) Diogenes, Zürich 1963, ISBN 3-257-21221-6.
- Apropos Musik. Unsystematische und laienhafte Versuche eines Liebhabers zur Heranführung an die Tonkunst in der zweiten Person Einzahl, mit 18 imaginären Porträts von Hans Fronius. Artemis, Zürich und Stuttgart 1965.
- Bunbury. Komödie für Sänger in drei Akten. Musik. Paul Burkhard, nach Oscar Wilde
- Katzenzungen. Wien 1966. (Übersetzung und Bearbeitung des 1959 uraufgeführten spanischen Theaterstücks Marisol y la extraña familia` von Miguel Mihura)
- Karl Kraus oder Die Macht der Ohnmacht. Versuch eines Motivenberichts zur Erhellung eines vielfachen Lebenswerks. Molden, Wien 1968; Neuauflage 1986.[15]
- Nestroy. (= Friedrichs Dramatiker des Welttheaters, Band 27.) Friedrich Verlag, Velber 1967.
Neuauflage 1972; Neuauflage München 1977 (dtv 6827, in der Reihe Dramatiker des Welttheaters; mit Nestroy-Bibliographie)
- Vorschläge für den Weltuntergang. Residenz-Verlag, Salzburg 1969 (auch dtv, München 1973)
- Die Leiden der jungen Wörter. Ein Antiwörterbuch. Artemis, Zürich / München 1974. (5., erweiterte Auflage 1975, ISBN 3-7608-0357-1)
- Der exakte Schwindel oder Der Untergang des Abendlandes durch Zahlen und Ziffern. Graz 1977.
- Das Land der Deutschen mit der Seele suchend... Artemis Verlag, Zürich / München 1978, ISBN 3-7608-0481-0.
- Tirol für Anfänger. Wort und Welt, Innsbruck 1981.
- Man kann nicht ruhig darüber reden. Umkreisung eines fatalen Themas. Verlag Styria, Graz – Wien – Köln 1986.
- Die tausend Todsünden. Graz 1988.
- Niemandsland. Ein autobiographischer Roman. (posthum hrsg. von Elfriede Ott und Veronika Silberbauer) Amalthea, Wien 2006, ISBN 3-85002-571-3.